# The Awakening (1999)
The Awakening ist ein Pornospielfilm des Regisseurs Paul Thomas aus dem Jahr 1999, der mit dem XRCO Award als „Bester Film“ ausgezeichnet wurde.

## Handlung
Der Film handelt von der Porno-Darstellerin Angie (gespielt von Inari Vachs), die nach einem Autounfall von der Hüfte an abwärts gelähmt ist. Der Film schildert Inaris spirituelles Erwachen nach dem Unfall.

## Auszeichnungen
- 1999: XRCO Award: Bester Film
- 1999: XRCO Award: Beste Darstellerin (Inari Vachs)

## Wissenswertes
- Kobe Tai gibt eine rockige Gesangseinlage. Sie hat auch schon bei einer Aufnahme von Marilyn Manson als Background-Sängerin mitgewirkt.